# 水銀電池

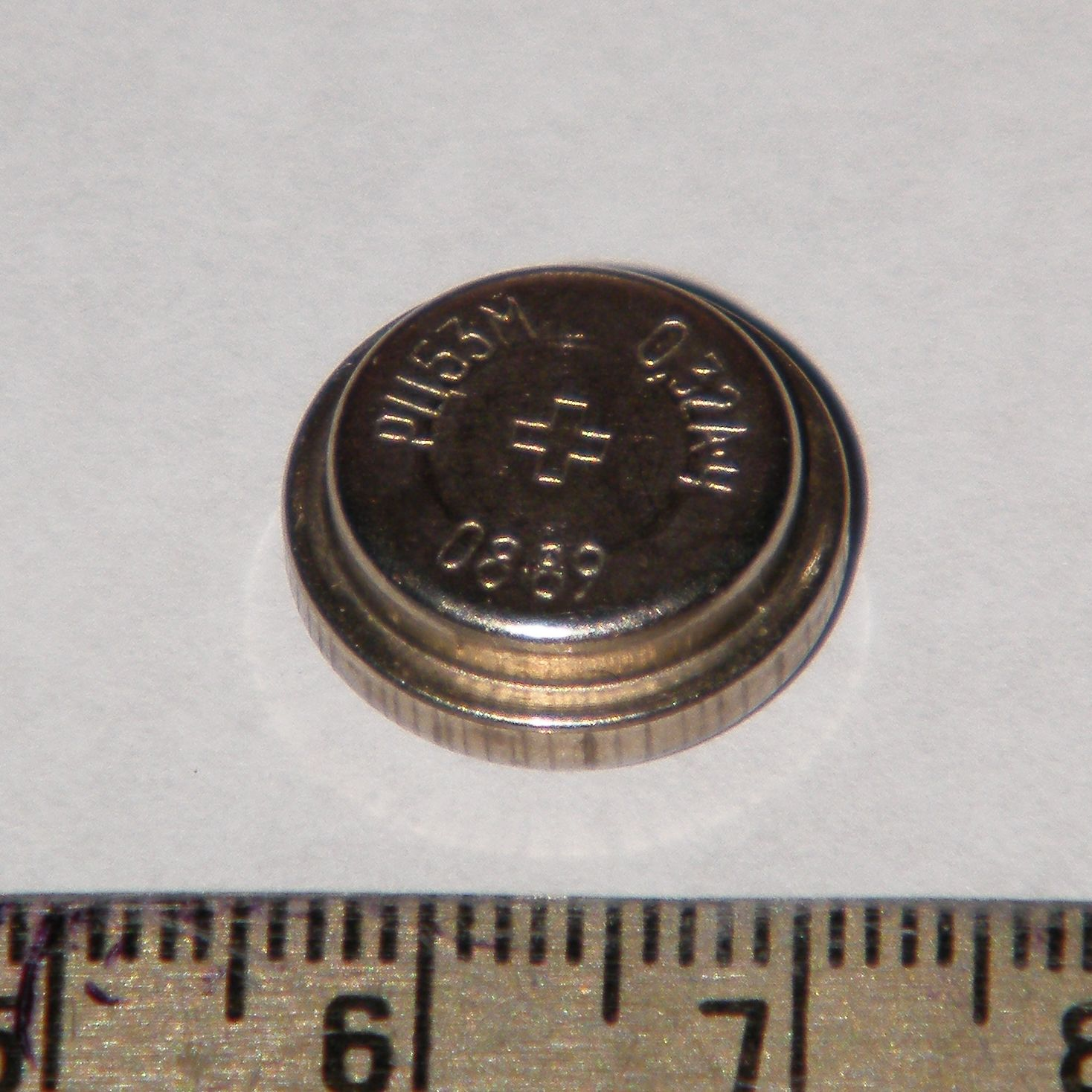
水銀電池 "РЦ-53М", 于1989年生产

水銀電池（英語：Mercury battery），亦可稱為鋅汞電池，是一種以鋅為負極、氧化汞為正極、氫氧化钾為電解液的原電池，IEC代號M。水銀電池放電曲線平穩、開路電壓也非常穩定、易保存、鮮少漏液且具備相當高的體積能量比，常見於各種鈕扣電池。但是因為含有劇毒的汞，價格相對較高，且有環境汙染的問題，日後80年代體積相近且性能更為優異的一次性鋰電池開始量產，目前已減少使用。甚至在1996年以後，在許多國家禁止銷售含汞電池而遭到淘汰，多數使用水銀電池的電器可選擇相同尺寸的鋅空氣電池（Zinc-Air Batteries）代替，目前中國等部分地區還有在使用。

## 歷史
在100多年前，汞氧化鋅電池系統已经被制造。，並沒有成為被廣泛使用，直到1942年塞繆爾·魯本開發有用的平衡汞電池给軍事應用，如金屬探測器，彈藥和无线对讲机。水銀電池是在二次大戰期間，由Samuel Ruben與Mallory公司共同開發出來，與許多科技一樣，初期只供軍用，到了戰後，才漸漸被民間使用，早期攜帶式電晶體收音機多半採用水銀電池作為電源，廿世紀60年代部分日本廠商獲美國Mallory公司授權製造水銀電池。另外由於水銀電池是最早商品化的鈕扣(硬幣)形電池，迄今許多民眾使用其他不同種類的鈕扣(硬幣)形電池時仍稱之為水銀電池。

## 基本資料
- 電壓：1.35伏特，若正極配方添加特定比例之二氧化錳可提升至1.4伏特。
- 外型：不一定，以鈕扣型居多，另有圓筒型單電池，例如Eveready的E9與串聯鈕扣型單電池再封裝而成的圓筒型積層電池，例如Duracell的TR286與PX-23。

## 構造
- 正極材料：80~95%的氧化汞 ＋ 5~15%的石墨
- 負極材料：90%的鋅粉 ＋ 10%的汞
- 電解液：35~40%的氫氧化鉀溶液

## 化學反應
負極：Zn + 2OH- → Zn(OH)2 + 2e-
正極：HgO + H2O + 2e- → Hg + 2OH-